# Riccardo III - Un uomo, un re
Riccardo III - Un uomo, un re (Looking for Richard) è un film-documentario del 1996, scritto, diretto, prodotto ed interpretato da Al Pacino.
È un diario reportage sul lavoro che sta dietro alla realizzazione di un adattamento del Riccardo III di Shakespeare. Documentario sul mestiere d'attore, ha interventi di personaggi del calibro di Peter Brook, di attori come Sir John Gielgud, Kevin Spacey, Vanessa Redgrave e Kenneth Branagh, ma in cui trovano spazio interviste fatte da Al Pacino per strada come intere scene del Riccardo III girate in costume.
Il film è stato presentato nella sezione Un Certain Regard al 49º Festival di Cannes.

## Trama
Il film è girato in parte in costume e in parte in abiti moderni. Pacino recita sia nel ruolo di se stesso, attore e regista di un film tratto dal Riccardo III di Shakespeare, sia nel ruolo dello stesso protagonista del dramma shakespeariano. Il film conduce lo spettatore attraverso la trama del dramma e ne spiega il contesto storico. Pacino e altri attori, fra cui Penelope Allen and Harris Yulin, recitano varie scene del dramma.
Gli attori commentano i propri ruoli; in alcune scene li vediamo studiare assieme il copione. Nel film appaiono altri attori celebri per le loro interpretazioni shakespeariane: Vanessa Redgrave, Kenneth Branagh, John Gielgud, Derek Jacobi, James Earl Jones, Kevin Kline. Appaiono anche alcune interviste a studiosi di Shakespeare e a gente comune, intervistata per strada.

## Riconoscimenti
- Directors Guild of America Award
  - Outstanding Directorial Achievement in Documentary per Al Pacino